# Ricotta
Ricotta（リコッタ）是QUALITY CONFIDENCE（クオリティコンフィデンス）公司旗下的成人遊戲品牌。品牌名稱Ricotta是一種意大利原産的奶製品。

## 作品
- 2008年6月27日 - Princess Lover!（プリンセスラバー!）
- 2011年10月28日 - Walkure Romanze 少女騎士物語
- 2013年10月25日 - Walkure Romanze More&More（ワルキューレロマンツェ More&More）
- 2014年9月26日 - Walkure Romanze Re:tell（ワルキューレロマンツェ Re:tell）
- 2015年4月24日 - Walkure Romanze Re:tell II

## 製作人員
- 原畫：
- CG：
- 插圖：
- 導演：
- 宣傳：小柴
- 製作人：

## 外部連結
- Ricotta Official web site（页面存档备份，存于）（日語）
- Ricotta的X（前Twitter）（日語）